# Nereide (sommergibile 1913)
Il Nereide è stato un sommergibile della Regia Marina.

## Storia

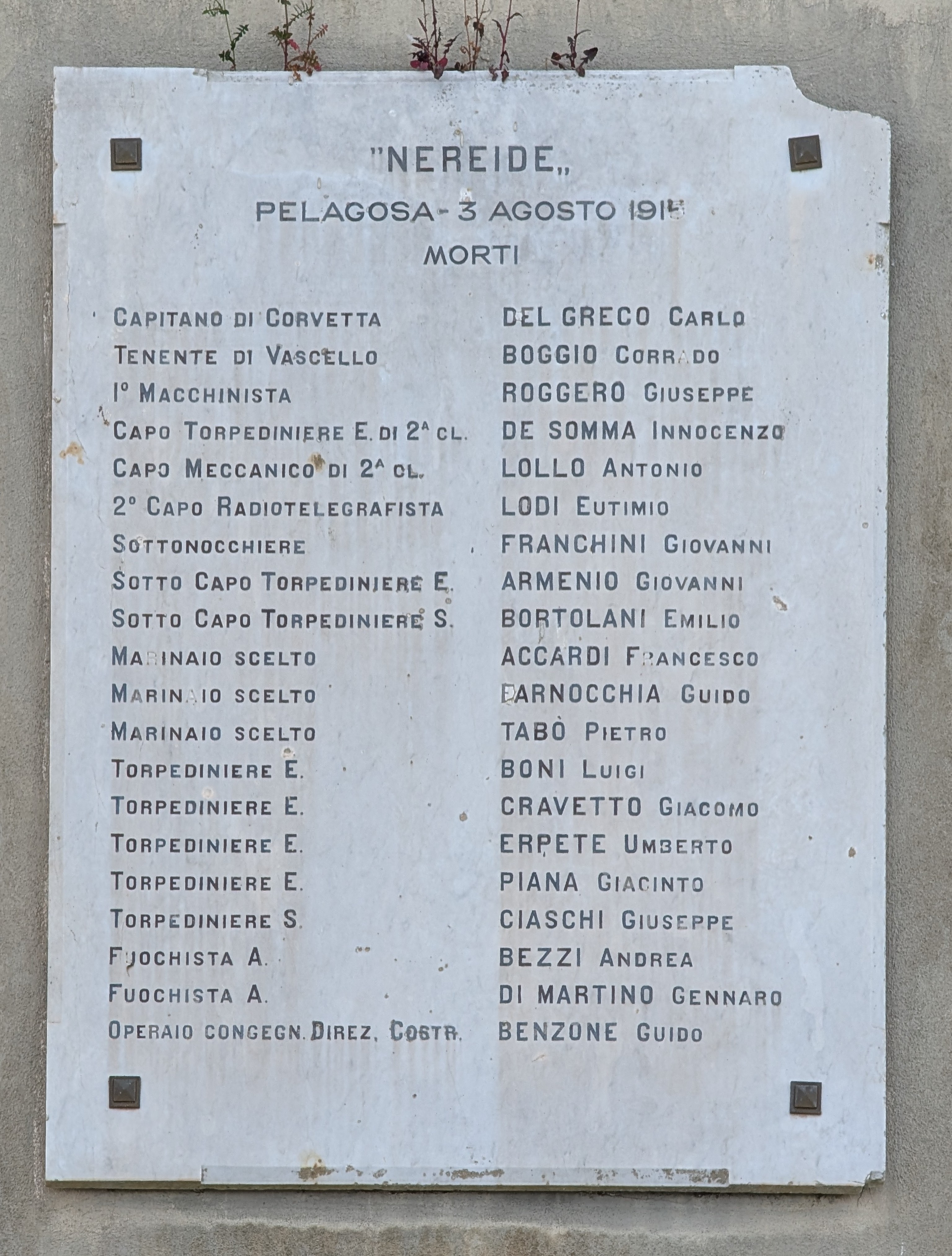
Lapide commemorativa dell'equipaggio

Una volta in servizio entrò a far parte della III Squadriglia Sommergibili, con base a Brindisi. Nel maggio 1915 era comandante dell'unità il tenente di vascello (poi capitano di corvetta) Carlo Del Greco.
Nella notte tra il 23 ed il 24 maggio 1915 fu inviato in missione offensiva al largo di Cattaro, facendo ritorno il 25: con 280 miglia percorse (anche se parte dell'andata avvenne a rimorchio del cacciatorpediniere Borea) e 37 ore di navigazione in immersione, fu la prima missione svolta da un sommergibile italiano nella prima guerra mondiale.
Svolse poi alcune altre missioni in Adriatico. L'11 luglio 1915 truppe italiane sbarcarono nell'arcipelago di Pelagosa, stazione di vedetta nel Basso Adriatico, e la occuparono; a sostegno delle unità impegnate nello sbarco, il Nereide fu dislocato in agguato nei pressi di Capo Planka (Dalmazia).
Dopo l'occupazione alcune unità italiane furono periodicamente dislocate di guardia nei pressi di queste isolette, nel caso fossero state attaccate da navi della k.u.k. Kriegsmarine. Una delle unità destinata a tale compito fu il Nereide.
Il 5 agosto 1915, tra le 4.30 e le 5 del mattino, il Nereide – in anticipo rispetto al previsto – si portò all'ormeggio sommergibili di Zadlo (Pelagosa Grande); da terra, su richiesta del comandante Del Greco, giunse una pilotina con un nostromo, per agevolare le manovre di ormeggio, manovra che peraltro apparve eseguita in maniera piuttosto inusuale: da terra si pensò che il sommergibile avesse subito in guasto e stesse attraccando per ripararlo. Non appena il sommergibile si fu ormeggiato, però, rimise nuovamente in moto lasciando gli ormeggi ed iniziò la manovra d'immersione rapida; poco dopo, da riva, fu visto un siluro transitare a proravia del Nereide (che stava manovrando per dirigere per sudovest, da dove proveniva il siluro), mancandolo, poi un secondo siluro, lanciato dal Nereide, ed immediatamente dopo un'altra arma, partita verosimilmente da un'unità nemica: questa andò a segno ed il sommergibile (del quale a quel punto emergeva solo parte della torretta) affondò all'istante (ore 5.30), devastato da una forte esplosione
Fu poi possibile ricostruire quello che era accaduto: il sommergibile austro-ungarico U 5, nascosto dal mare mosso, aveva avvistato il Nereide e si era avvicinato per attaccarlo, lanciando un primo siluro; al contempo anche l'unità italiana, individuato l'U-Boot, era di colpo ripartita per immergersi, evitare il siluro e contrattaccare. Dopo aver schivato la prima arma, il Nereide ne aveva lanciata una propria, andata anch'essa a vuoto, e non aveva avuto modo di evitare un secondo siluro dell’U 5, che l'aveva centrato ed affondato.
L’U 5, portatosi più vicino alla costa (fino a circa 500 metri), fu bersagliato dai cannoni italiani da 76/17 mm e, per evitare di essere colpito, si allontanò immergendosi.
Un'imbarcazione salpò da Pelagosa e si portò 250 metri a sud/sudovest di Zadlo, dov'era affondato il Nereide, per cercare sopravvissuti: non ne trovò nessuno, ma trovò invece la boa telefonica, staccatasi da sommergibile. La boa fu collegata ad un telefono da campo e si cercò di mettersi in contatto con eventuali superstiti intrappolati all'interno del sommergibile, ma non giunse alcuna risposta, segnale che l'intero equipaggio era perito.
Con il Nereide scomparvero il comandante Del Greco, un altro ufficiale (il tenente di vascello Carlo Boggio), 5 sottufficiali, 12 tra sottocapi e marinai ed un operaio del cantiere di costruzione.
Alla memoria del comandante Del Greco fu conferita la prima Medaglia d'oro al valor militare della Regia Marina nella prima guerra mondiale.
Il relitto del sommergibile fu poi individuato a 37 metri di profondità, quasi spezzato in due (solo l'asse portaelica univa gli ultimi tredici metri di poppa al resto dello scafo) ma in stato relativamente buono, a circa 250 metri dalla riva, con appoppamento di 20°.
Nel gennaio 1972 le autorità jugoslave (dal 1947 Pelagosa era sotto la giurisdizione della Jugoslavia) decisero di recuperare il relitto. A fine maggio 1972 la nave recuperi Spasilach della Marina jugoslava, con a bordo 24 esperti subacquei della Marina ed una troupe della RAI, si portò vicino al relitto che fu esplorato per verificarne le condizioni (fu peraltro rilevato che all'interno di qualche compartimento di era ancora dell'aria, a 57 anni dall'affondamento).
Ebbero poi inizio le operazioni di recupero: i due tronconi furono definitivamente separati mediante la fiamma ossidrica, dopo di che furono assicurati (con l'uso di cavi di nylon) ciascuno a due serbatoi pieni d'acqua; svuotati poi dall'acqua e riempiti d'aria, i serbatoi emersero portando in superficie il relitto.
La carcassa del Nereide fu quindi ispezionata: furono recuperati gli scheletri di 10 uomini (poi portati in Italia e tumulati, con gli onori militari, nel Sacrario Militare di Brindisi) e numerosi oggetti.
Trainato in acque più profonde, il relitto del Nereide fu di nuovo, e definitivamente, affondato facendo scoppiare alcuni dei suoi vecchi siluri.

## Curiosità
Il comandante del sommergibile U-5, che ha lanciato il siluro e causato l'affondamento, era Georg Ludwig von Trapp, la cui storia personale è raccontata nel celebre film Tutti insieme appassionatamente.

### Periodici
- Gennaro La Rana, Cronache dalle Federazioni, in Il Nastro Azzurro, n. 1, Roma, Istituto del Nastro Azzurro, gennaio-febbraio 2009,  p. 22.